# مارتن فان ترایپ
مارتن فان ترایپ (هلندی: Maarten van Trijp؛ زادهٔ ۶ اکتبر ۱۹۹۳ ‏(۳۱ سال)) دوچرخه‌سوار اهل هلند است.
از باشگاه‌هایی که در آن رکاب زده‌است می‌توان به تیم دوچرخه‌سواری رابوبانک دولوپمنت اشاره کرد.